# Jubing
Jubing (en népalais : जुभिङ) est un comité de développement villageois du Népal situé dans le district de Solukhumbu. Au recensement de 2011, il comptait 3 352 habitants.